# Biagino Chieffi
Biagino Chieffi (São Paulo, 9 de outubro de 1916 — São Paulo, 11 de abril de 1984) foi um empresário brasileiro, radicado em Jacareí e famoso na região do Vale do Paraíba por ter sido o dono da fabricante de fogos de artíficio Fogos Caramuru, dentre outras empresas na região.

## História
Paulistano do Brás, Biagino Chieffi nasceu em 9 de outubro de 1916. Seus pais, os italianos Antonio Chieffi e Josefina Grandinetti Chieffi eram provenientes de Palermo, Italia e tiveram outros seis filhos: Antonio, Armando, Nelson, “Ziloca”, Carmem e Elza.
Ainda jovem, assumiu o controle da fabrica de fogos Caramuru, que pertencia ao seu pai e no decorrer dos anos criou outras empresas na área pirotécnica, como a Índios e a Marco Polo, com suas sedes em Santa Isabel e Santa Branca no interior de São Paulo, e em Santo Antonio do Monte em Minas Gerais.
Em Jacareí, também foi sócio da Litotipográfica Jacareí, da Imcomtex e da Fábrica de Armas Modernas – FAM. Também era patrocinador de diversos eventos e presidente do Trianon Clube de Jacareí, na inauguração da Basílica de Nossa Senhora de Aparecida doou toneladas de fogos de artíficio para os festejos.
Tinha fama de "bon vivant" na cidade. Era amigo pessoal de Silvio Santos, foi padrinho de casamento do humorista Ary Toledo com sua esposa Marly Marley e do apresentador de TV Raul Gil. Também patrocinou diversos filmes do cineasta e humorista Amácio Mazzaropi.

### Morte
Faleceu em 11 de abril de 1984, aos 67 anos no Hospital Beneficência Portuguesa de São Paulo, vitima de complicações devido ao tabagismo. Após sua morte, seus negócios passaram a ser administrados por sua esposa e posteriormente vendidos. A Fogos Caramuru foi vendida alguns anos depois ao empresário Valter Jeremias.